# Zsolt Balla

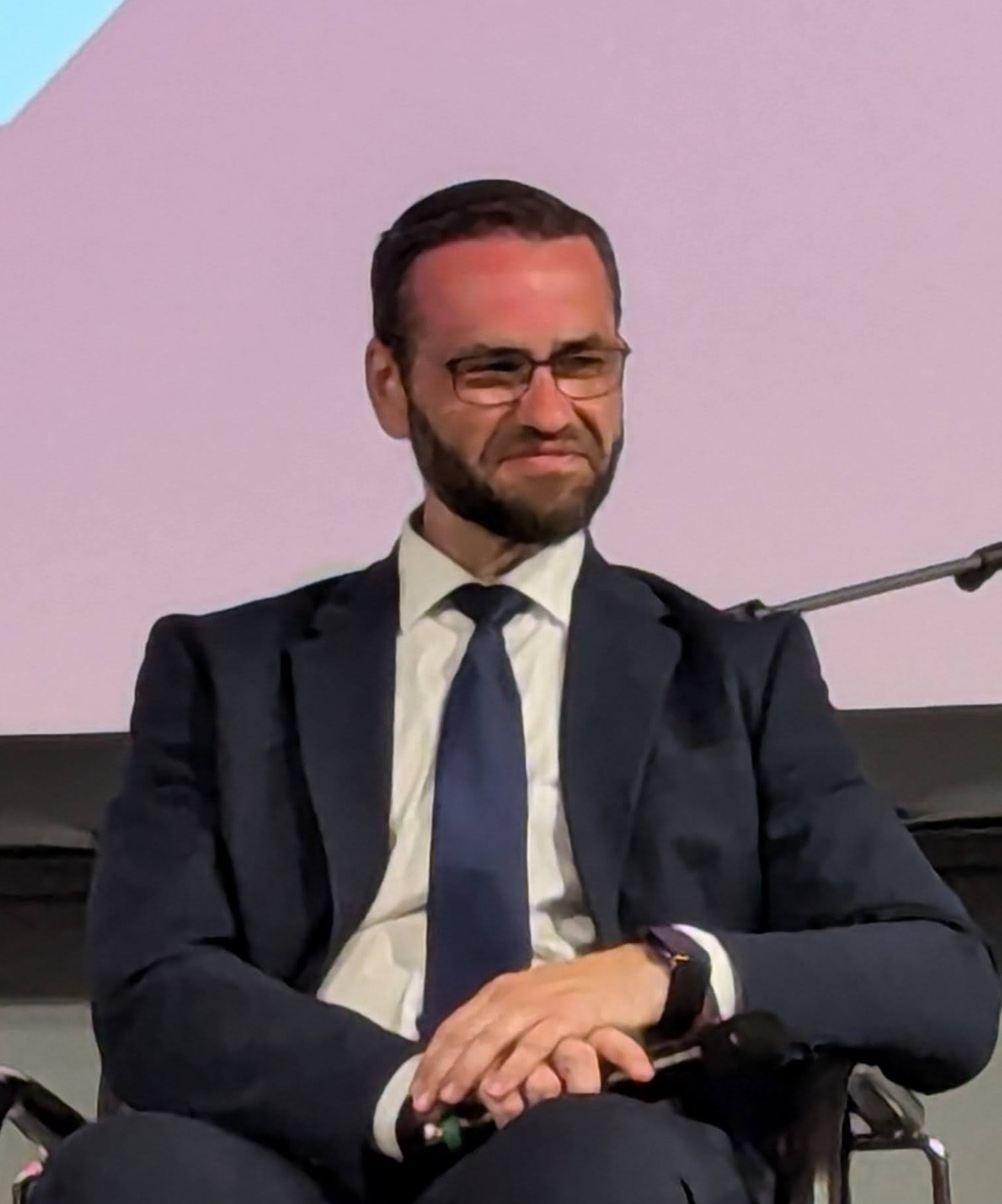
Zsolt Balla (2025)

Zsolt Balla (* 18. Februar 1979 in Budapest) ist Rabbiner in Deutschland und Militärbundesrabbiner für die Bundeswehr.

## Leben
Balla studierte Ingenieurwissenschaften an der Technischen Universität Budapest und lebt seit 2002 in Deutschland. Nach dem Studium besuchte er die Jeschiwa (Talmud-Hochschule) „Beis Zion“ in Berlin und absolvierte das Rabbinatsstudium am orthodoxen Hildesheimer’schen Rabbinerseminar zu Berlin. Nach dem Abschluss 2009 folgte im selben Jahr die Ordination zum Rabbiner in München. Damit war Balla zusammen mit Avraham Radbil der erste in Deutschland ausgebildete orthodoxe Rabbiner seit 1938.
Seit 2009 leitet Balla als Rabbiner die Israelitische Religionsgemeinde zu Leipzig. Seit 2012 ist er Vorstandsmitglied der Orthodoxen Rabbinerkonferenz und Leiter des Instituts für Traditionelle Jüdische Liturgie in Leipzig und seit 2019 hauptamtlicher Landesrabbiner von Sachsen.
Als nebenamtlicher Militärbundesrabbiner ist er der erste Vertreter einer jüdischen Militärseelsorge in den deutschen Streitkräften seit Leo Baeck vor rund 100 Jahren. Bei seiner Arbeit steht ihm ein Militärrabbinat zur Seite. Er wurde am 21. Juni 2021 in der Leipziger Synagoge ins Amt eingeführt.
Balla ist verheiratet und hat drei Kinder.

## Positionen
Zsolt Balla hält den Einsatz von Waffen zur Schaffung von Frieden für vertretbar. Er erinnert in einem Beitrag für die Jüdische Allgemeine (7. April 2022) an ein Grundprinzip im Judentum, „wonach der Schutz des Lebens über allem steht – auch über dem Frieden“. Zwar sei das Streben nach Frieden und dessen Erhalt die wichtigste Aufgabe. „Wenn dies allerdings nicht möglich ist, müssen wir uns verteidigen, auch mit dem Einsatz von Waffen.“ Eine Entscheidung zur Verteidigung und womöglich zum Töten sei gleichwohl an eine „enorme Verantwortung“ geknüpft. Das erfordere ein „notwendiges Maß an Weisheit“. Weise sei jemand, der die Folgen seines Tuns voraussehe. „Ein Festhalten an der reinen Lehre des Pazifismus reicht nicht aus, ist sie einem auch noch so lieb“. Er verweist auf Äußerungen des Rabbiners und Schoah-Überlebenden Gábor Lengyel: „Wir deuten das ‚Nie wieder‘ unterschiedlich: Viele Nichtjuden meinen ‚Nie wieder Krieg‘, Juden hingegen meinen ‚Nie wieder Vernichtung‘.“